# لوئیس فرناندز (بازیکن فوتبال، زاده ۱۹۹۳)
لوئیس فرناندز (انگلیسی: Luis Fernández؛ زادهٔ ۲۷ سپتامبر ۱۹۹۳) بازیکن فوتبال اهل اسپانیا است.
از باشگاه‌هایی که در آن بازی کرده‌است می‌توان به باشگاه فوتبال اوئسکا، باشگاه فوتبال لوگو، و باشگاه فوتبال دپورتیوو لاکرونیا اشاره کرد.